# Teodor d'Iconi
Teodor d'Iconi (en llatí: Theodorus, en grec antic: Θεόδωρος) va ser un bisbe grec d'Iconi.
Va escriure una carta sobre el martiri de sant Cèric i la seva mare Julitta. La narració la va publicar el filòleg francès Combefisius a Illustrium Christi martyrum lecti triumphi, vetustis Graecorum monumentis consignati, ex tribus antiquissimis regiae Lutetiae bibliothecis, F. Franc. Combefis,... produxit, latine reddidit, strictim notis illustravit. Parisiis: sumptibus A. Bertier, 1660. Fabricius l'inclou a la Bibliotheca Graeca.